# ان‌جی‌سی ۵۲۸۱
ان‌جی‌سی ۵۲۸۱ (انگلیسی: NGC 5281) یک خوشه باز در صورت فلکی قنطورس است. این خوشه توسط نیکولاس-لوئی دو لاکای در سال‌های ۱۷۵۱-۱۷۵۲ میلادی کشف شد.